# Хейфец, Павел Соломонович
Павел Соломонович Хейфец (14 сентября 1931 года, Ленинград, РСФСР, СССР — 2003 год) — советский и российский учёный-педагог, член-корреспондент РАО (1996).

## Биография
Родился 14 сентября 1931 года в Ленинграде.
В 1966 году окончил Высшую профсоюзную школу.
В 1985 году защитил кандидатскую, а в 1995 году — докторскую диссертацию, тема: «Теоретические основы непрерывного многоуровневого образования учащихся профессиональных лицеев».
В 1996 году избран членом-корреспондентом Российской академии образования и присвоено ученое звание профессора.
С 1961 по 1968 годы работал преподавателем в профессионально-техническом училище № 69 Ленинграда.
С 1968 года — генеральный директор государственного образовательного учебно-производственного объединения «Российский лицей традиционной культуры», заведующий кафедрой инновационных форм Института повышения квалификации и профессиональной переподготовки специалистов начального профессионального образования Министерства общего и профессионального образования Российской Федерации.
Являлся заместителем председателя Совета директоров профессионально-технических училищ Санкт-Петербурга, организатор и участник международных, российских семинаров, конференций по проблемам профессионального образования.
Принимал участие в разработке Закона «Об образовании», программ Министерства общего и профессионального образования РФ по развитию профессиональной школы, федеральных и региональных стандартов профессионального образования, в разработке и осуществлении комплексных программ Российской академии образования.
Павел Соломонович Хейфец умер в 2003 году.
Сочинения
- Комплексное методическое обеспечение подготовки квалифицированных рабочих в профессионально-технических учебных заведениях. — Л., 1990;
- Организационно-методические условия создания регионального профессионального училища. — СПб., 1994;
- Теория и практика развития современной профессиональной школы. — СПб., 1994;
- Педагогика повышения общекультурного уровня специалистов профессиональной школы. — СПб., 1995;
- Повышение квалификации как компонент непрерывного образования. — СПб., 1996.

## Награды
- Орден Дружбы (2001)[1]
- Заслуженный работник высшей школы Российской Федерации (1996)[2]
- Почётный знак «За гуманизацию Санкт-Петербургской школы»